# Liste der gefallenen Adeligen auf Habsburger Seite in der Schlacht bei Sempach/A

## A
| Geschlecht              | Vorname(n)                 | Einheitsname           | Stammsitz                   | abweichende Schreibweisen                                             | Quelle(n) | Anmerkungen | Wappen |
| ----------------------- | -------------------------- | ---------------------- | --------------------------- | --------------------------------------------------------------------- | --- | --- | ------ |
| Aarberg                 | Peter, Petrus              | Peter von Aarberg      | Aarberg (Herkunft)          | Achberg; Arberg; Auenberger; Harberger; Örberger, Arberger, Aarburger | • Frankfurter Verlustliste, 1386 • Chronik des Benedictinerstiftes Zwettel in Österreich, um 1390 • Chronik des Oesterreichers Gregor oder Matthäus Hagen, um 1394 • Chronik des Nicolaus Stulmann, 1407 • Breisgauische Liederhandschrift, 1445 • Luzerner Chronik von Melchior Russ, 1482 • Oesterreichische Verlustliste, 1488 • Oesterreichische Chronik des Veit Arenpeck, 1488-1495 • Conrad Schnitt: Wappenbuch der Baslerischen Geschlechter, 1530 • Zusätze zu Petermann Etterlins Chronik, 1531-1545 • Anonyme österreichische Chronik in Stuttgart, Handschrift 16. Jh. • Eydgnössisch-schweytzerischer Regiments Ehren-Spiegel, 1706 • Aegidius Tschudi: Chronicon Helveticum • Liste des Christian Wurstisen, nach 1580                           | furt das paner von Österreich ward des tags die Bannyer empfohlen, der darunter ritterlich hatt gefaren. "welcher seine Güter in Schwaben (nicht Schwaben sondern Aarberg bei Bern) verkaufft/ und sich in Oesterreich nidergelassen hat. - Ritter" Einige Chroniken besagen, dass Peter von Aarberg "ab der Etsch", also Südtiroler sei. Dies stimmt jedoch nur bedingt, denn ursprünglich stammt er aus Aarberg bei Bern. Nach dem Verlust seiner Stammlande zog er dann nach Südtirol. liegt in Königsfelden begraben Tschudi schreibt: "Herr Ulrich Aarburger Ritter fürt die Panner von Oesterrich" |        |
| Ärtzingen               |                            | siehe Erzingen         |                             |                                                                       | | |        |
| Aeschentz; Aschschenntz |                            | siehe Eschenz          |                             |                                                                       | | |        |
| Amman                   | Hans, Hanns                | Hans Amman             | Schaffhausen                | Amman; Ammann                                                         | • Chronik des Nicolaus Stulmann, 1407 • Thurgauer Chronik • Oesterreichische Verlustliste, 1488 | Edelknecht von Schaffhausen |        |
| Andlau                  | Hans Ulrich oder Georg     | Hans Ulrich von Andlau | Burg Hoh-Andlau (nahe Barr) | Andlow;                                                               | • Luzerner Chronik von Melchior Russ, 1482 • Aegidius Tschudi: Chronicon Helveticum | Lediglich die Luzerner Chronik von Melchior Russ berichtet von einem Hans Ulrich. Auf der Wappentafel in der Schlachtkapelle von Sempach wird jedoch ein Georg aber kein Hans Ulrich erwähnt. Einige Chroniken nennen zwei Gefallene dieses Hauses andere Quellen berichten von drei, ohne einen Vornamen zu nennen. Tschudi spricht von "Jörg von Andlow Herr Peters Bruder und einem Hans" |        |
| Andlau                  | Peter, Petter              | Peter von Andlau       | Burg Hoh-Andlau (nahe Barr) | Andlow; Andelaw; Andelach; Andlouw; Andlov; Andelbach; Andloch;       | • Thurgauer Chronik; Oesterreichische Chronik des Veit Arenpeck, 1488-1495 • Jakob Twinger von Königshofen, Stiftsherr zu Straßburg • Oesterreichische Verlustliste, 1488 • Stadtchronik von Bern und Conrad Justingers Berner-Chroni, 1414/1420 • Anonyme österreichische Chronik in Stuttgart, Handschrift 16. Jh. • Breisgauische Liederhandschrift, 1445 • Oesterreichische Verlustliste, ca. 1484 • Eydgnössisch-schweytzerischer Regiments Ehren-Spiegel • Conrad Schnitt: Wappenbuch der Baslerischen Geschlechter, 1530 • Zusätze zu Petermann Etterlins Chronik, 1531-1545 • Luzerner Chronik von Melchior Russ, 1482 • Petermann Etterlin´s Chronik, Basel, 1507 • Aegidius Tschudi: Chronicon Helveticum • Liste des Christian Wurstisen, nach 1580 | unterschiedlich werden zwei bzw. drei des Hauses Andlau aufgeführt |        |
| Andlau                  | Walther; Waltherus; Waler; | Walther von Andlau     | Burg Hoh-Andlau (nahe Barr) | Andelach; Andelbach; Andlach; Andlouw; Andlov; Andlow; Andelahe       | • Thurgauer Chronik • Chronik des Nicolaus Stulmann, 1407 • Jakob Twinger von Königshofen, Stiftsherr zu Straßburg • Johann Viler: Chronica von Keisern, Paepsten, Eidgenossenschaft und Elsass • Oesterreichische Verlustliste, 1488 • Oesterreichische Verlustliste, ca. 1484 • Eydgnössisch-schweytzerischer Regiments Ehren-Spiegel • Conrad Schnitt: Wappenbuch der Baslerischen Geschlechter, 1530 • Zusätze zu Petermann Etterlins Chronik, 1531-1545 • Petermann Etterlin´s Chronik, Basel, 1507 • Aegidius Tschudi: Chronicon Helveticum • Liste des Christian Wurstisen, nach 1580 | |        |
| Annenberg               | Ulrich                     | Ulrich von Anneberg    | Burg Annenberg, Südtirol    | Annenberg                                                             | Pusikan: Die Helden von Sempach | |        |
| Arburger                | Christoffel                | Christoffel Arburger   |                             |                                                                       | • Aegidius Tschudi: Chronicon Helveticum | "von Scarenberg" |        |